# Juan Fernando Sánchez
Juan Fernando Sánchez (Manizales,  2 de junio de 1979) es un actor colombiano conocido por actuar en telenovelas y series de la televisión local e internacional.

## Biografía
Es hijo único de una familia originaria de Manizales, se graduó de la Universidad Autónoma de Manizales y obtuvo el título de administración de negocios, pero decidió no ejercer su profesión y buscar otros empleos que lo acercaran al mundo del teatro y la televisión, viajó a Bogotá y vivió en un hotel mientras hacía contactos con personalidades de la industria, mientras trabajaba de vendedor, mesero y en logística de certámenes. Posteriormente ingresó a La Casa del Teatro Nacional, donde estudió actuación. Su primer papel fue en la telenovela La jaula en 2003, donde interpretó a Kike.

## Filmografía

### Televisión
| Año       | Título                                                 | Personaje                     | Canal                     |
| --------- | ------------------------------------------------------ | ----------------------------- | ------------------------- |
| 2024-2025 | Escupiré sobre sus tumbas                              | Federico Pumarejo             | Caracol Televisión        |
| 2024      | Manes                                                  | Jacobo Paz                    | Prime Vídeo               |
| 2024      | La sustituta                                           | Antonio Iglesias              | Vix                       |
| 2023      | Romina poderosa                                        | Juan Manuel Moya              | Caracol Televisión        |
| 2022-2023 | Pálpito                                                | Juan Carlos Sarmiento         | Netflix                   |
| 2022      | A grito herido                                         | Leonardo                      | Prime Vídeo               |
| 2022      | No fue mi culpa: Colombia                              | Sebastián                     | Star+                     |
| 2022      | Un cuarto para las tres                                | Mario                         | Señal Colombia            |
| 2022      | Juanpis González: la serie                             | Martin                        | Netflix                   |
| 2021      | MalaYerba                                              | Lucas                         | Starzplay                 |
| 2020      | El general Naranjo                                     | Rodolfo Galindo               | Fox Premium               |
| 2019-2020 | Enfermeras                                             | Dr. Ernesto Álvarez           | Canal RCN                 |
| 2019      | Las pasantes                                           | Camilo                        | Canal Capital             |
| 2019      | Relatos Retorcidos: El suicidio de José Asunción Silva | José Asunción Silva           | Canal Capital             |
| 2019      | Más allá del tiempo                                    | Melitón Rodríguez             | Teleantioquia             |
| 2019      | Bolívar                                                | José María Cordova            | Caracol Televisión        |
| 2018-2019 | María Magdalena                                        | Yair                          | Azteca 7                  |
| 2018-2019 | Distrito salvaje                                       | Caldera                       | Netflix                   |
| 2018      | Sitiados 2                                             | Tarka                         | Fox Premium               |
| 2017      | El Chapo                                               | Asistente rival               | Univision                 |
| 2017      | Hermanos y hermanas                                    | Camilo Soto Matiz             | Canal RCN                 |
| 2016      | Estado civil                                           | Federico                      | Caracol Play              |
| 2015-2016 | Las hermanitas Calle                                   | Lorenzo                       | Caracol Televisión        |
| 2014      | Palabra de ladrón                                      | Leonardo Valencia 'El Diablo' | Mundo Fox                 |
| 2013      | Tres Caines                                            | Julian                        | Canal RCN                 |
| 2013      | Secretos del paraíso                                   | Federico                      | Canal RCN                 |
| 2013      | Retrato de una mujer                                   | Francisco Suárez              | Canal RCN                 |
| 2012      | Historias clasificadas                                 | Jorge Ep: Amor en obra        | Canal RCN                 |
| 2012      | El capo                                                | Paisa                         | Canal RCN                 |
| 2011-2012 | Correo de inocentes                                    | Hugo Díaz                     | Canal RCN                 |
| 2011      | Infiltrados                                            | Intendente Santiago Murillo   | Caracol Televisión        |
| 2010      | Rosario Tijeras                                        | Dr Lombana                    | Canal RCN                 |
| 2009-2010 | Isa TK+                                                | Vladimir Lugosi               | Nickelodeon Latinoamérica |
| 2009      | Verano en Venecia                                      | Camino Tirado Toledo          | Canal RCN                 |
| 2007-2008 | Nadie es eterno en el mundo                            | Alberto                       | Caracol Televisión        |
| 2006-2007 | La ex                                                  | Hánsel Otero Rosas            | Caracol Televisión        |
| 2004-2005 | Luna La Heredera                                       | Alejandro                     | Caracol Televisión        |
| 2004-2005 | Dora, la celadora                                      | Julián                        | Caracol Televisión        |
| 2003      | La jaula                                               | Kike                          | Caracol Televisión        |
| 2001-2002 | Pandillas, guerra y paz                                | Yeision                       | Canal Uno                 |

## Cine
| Año  | Título                  | Personaje    |
| ---- | ----------------------- | ------------ |
| 2018 | Ríos de Ceniza          | Esteban      |
| 2017 | El Caso Watson          | Tato         |
| 2016 | Malcriados              | Javi         |
| 2005 | Mi abuelo, mi papá y yo | Oscar Pachon |